# Evangelische Kirche Hausen (Pohlheim)

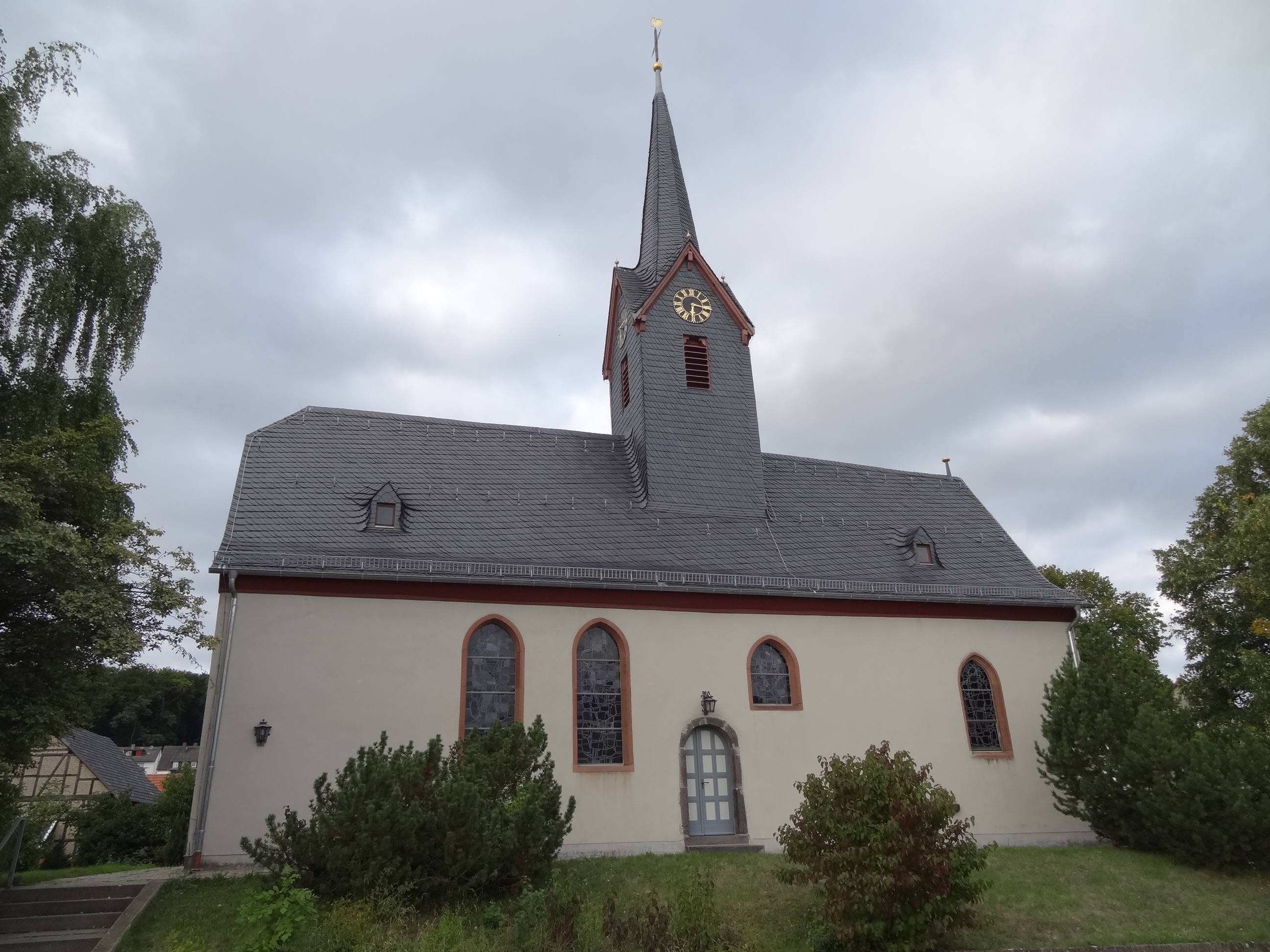
Kirche von Süden

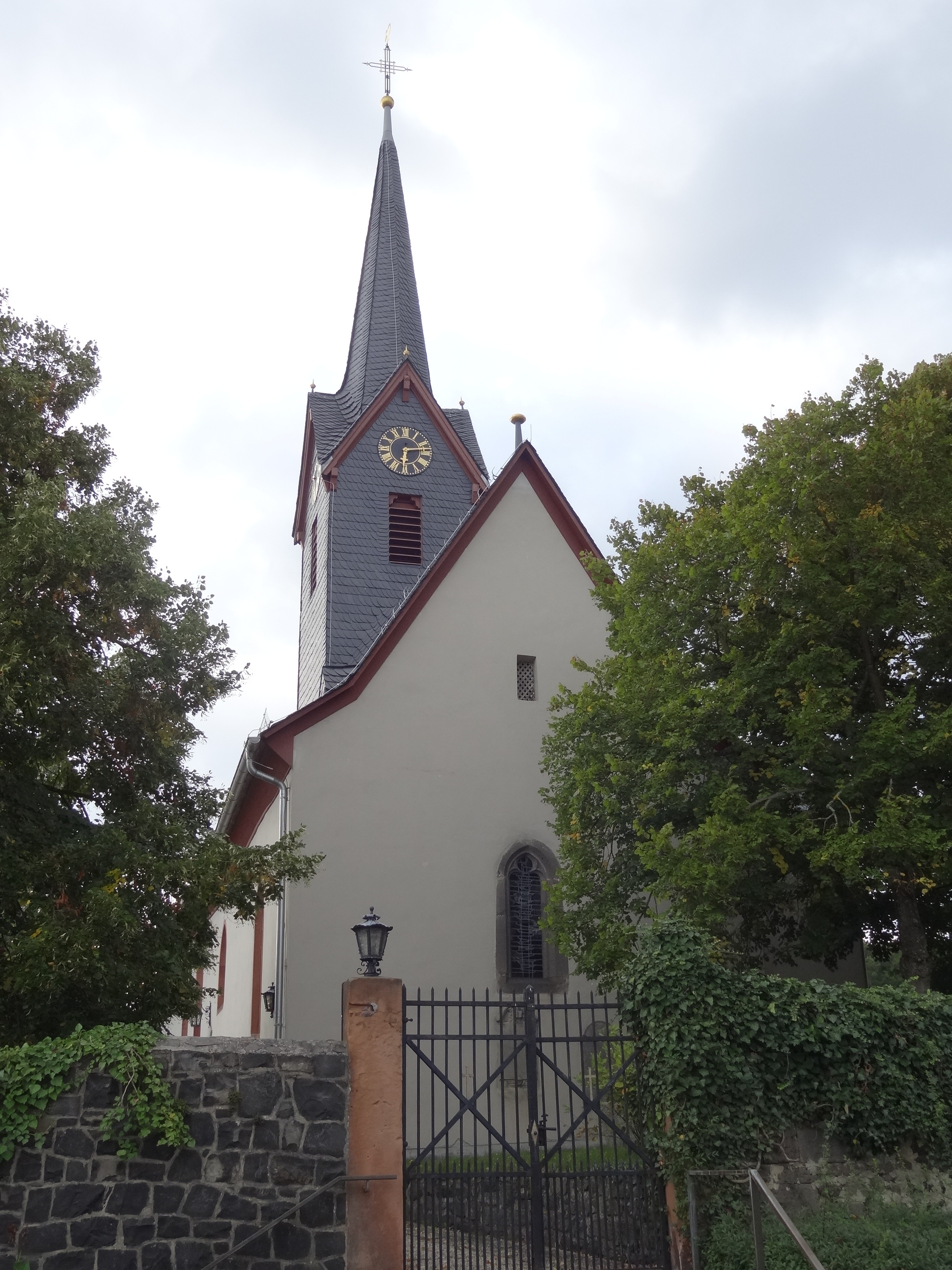
Kirche von Osten

Die Evangelische Kirche in Hausen, einem Stadtteil von Pohlheim (Hessen), wurde im 13. Jahrhundert gebaut. Sie prägt mit ihrem hohen Dachreiter das Ortsbild und ist hessisches Kulturdenkmal.

## Geschichte
In Hausen ist eine Vorgängerkirche archäologisch nachgewiesen. Dieser Bau stammt möglicherweise aus karolingischer Zeit (9./10. Jahrhundert). Nach anderer Auffassung handelt es sich um einen romanischen Vorgängerbau aus dem Anfang des 12. Jahrhunderts. Die vollständig erhaltenen Fundamente mit einem rechteckigen Grundriss von 5,05 × 7,25 Meter weisen auf eine Saalkirche mit halbrunder Ostapsis. Die zugrunde liegende Maßeinheit orientierte sich am römischen Fuß (29 cm). Die Fundamente waren 2½ Fuß dick, das Schiff 30 Fuß lang und 23 Fuß breit, die Apsis 16 Fuß breit. Diese Kirche wurde Ende des 13. Jahrhunderts durch das heutige Gebäude ersetzt. Im Jahr 1285 wird ein Pleban erwähnt. In vorreformatorischer Zeit war der Altar der hl. Anna geweiht. Im 15. Jahrhundert wurde die romanische Kapelle westlich um ein Schiff auf die heutige Länge erweitert.
In kirchlicher Hinsicht war der Ort im ausgehenden Mittelalter dem Archipresbyterat Wetzlar des Archidiakonats St. Lubentius Dietkirchen im Bistum Trier zugeordnet. Das Patronatsrecht fällt 1436 an Solms-Braunfels. Mit Einführung der Reformation im Jahr 1528 wechselte Hausen zum evangelischen Bekenntnis. Der erste evangelische Pfarrer Wilhardus wirkte hier ab 1528.
In den 1690er Jahren wurde die Kirche umfassend renoviert und eine Westempore eingebaut. Im Jahr 1897/98 erfolgte eine Innenrenovierung, in deren Zuge die kleine Empore an der Südwand und im Chor die beiden Stühle mit Gitterwerk entfernt wurden. Das Äußere der Kirche wurde 1926 saniert. 1969 bis 1971 wurde die Kirche saniert und das Schiff durch einen Anbau an der Nordseite erweitert. Bei Ausgrabungen in der Kirche wurden 1969 drei Skelette aus der Zeit um 1720 entdeckt, von denen eins vollständig erhalten war.
Mit der Evangelischen Kirchengemeinde Garbenteich besteht eine pfarramtliche Verbindung.

## Architektur

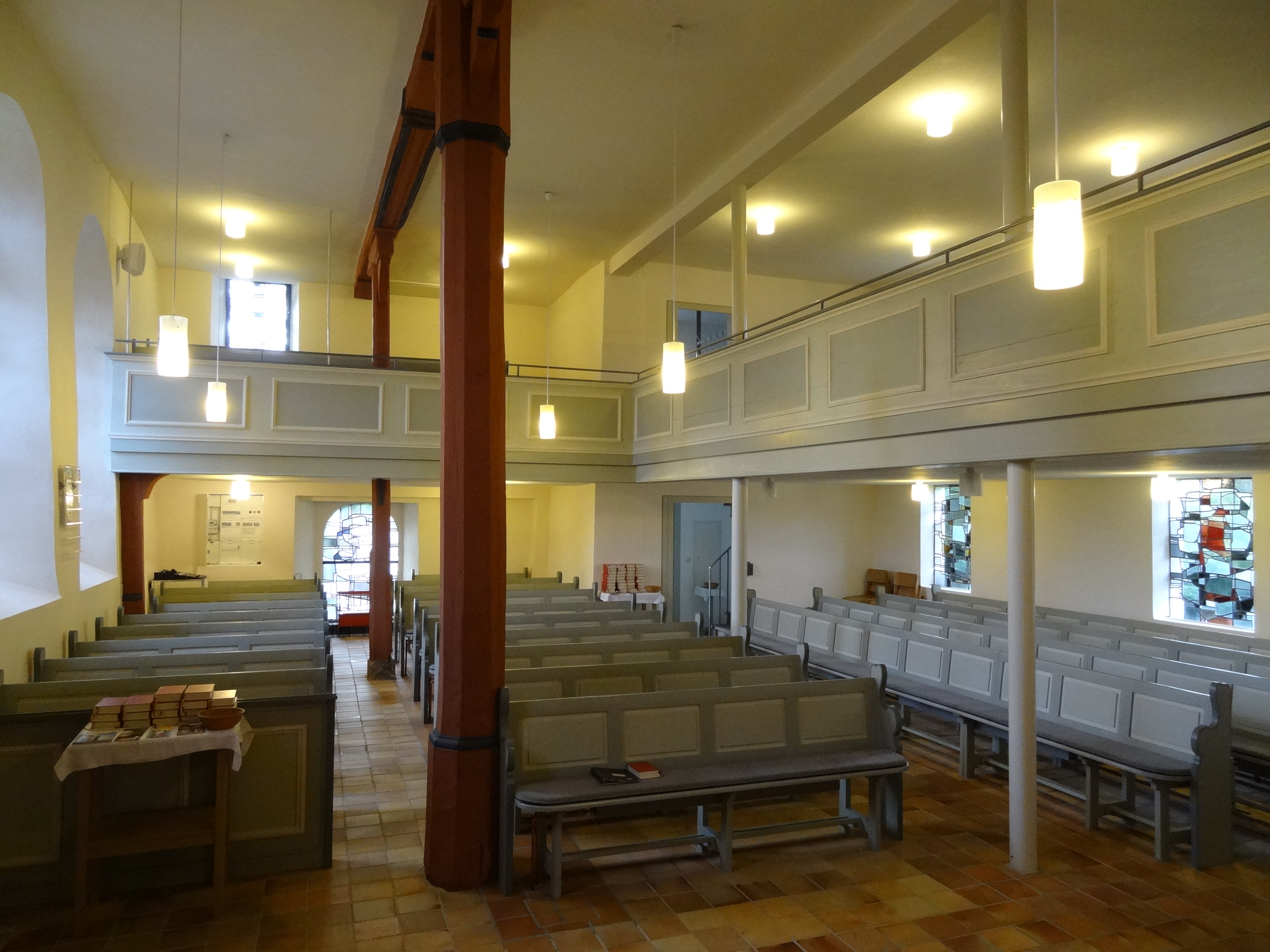
Innenraum Richtung Westen mit Längsunterzug

Die ungefähr geostete, einschiffige Saalkirche auf rechteckigem Grundriss ist inmitten eines erhöhten Friedhofs im Nordwesten vor dem alten Dorfzentrum als wehrhafte Anlage errichtet.
Der heutige Ostteil mit dem spätromanischen Chor ist der älteste Gebäudeteil. Der Chor auf quadratischem Grundriss hat an der Ostseite ein schmales Fenster. Er nimmt die Breite des Kirchenschiffs ein und erscheint von außen nicht von diesem abgetrennt, wird im Inneren aber durch einen schmalen, rundbogigen Triumphbogen aus der Spätromanik vom Langhaus abgehoben. Während der nördliche Kämpfer als trapezoidale Platte gearbeitet ist, auf dem früher der Querbalken für das Triumphkreuz aufgestellt war, ist die südliche Kämpferplatte in grober Weise weitgehend abgeschlagen, um Platz für die Kanzel zu bieten. Das spätgotische Kreuzrippengewölbe im Chor hat gekehlte Rippen, die auf runden Ecksäulen ruhen. Der Schlussstein ist mit einer Rosette belegt. Drei schmale, leicht spitzbogige Fenster an den freien Seiten versorgen den Raum mit Licht.
Die Kirche ist aus verputztem Bruchsteinmauerwerk. Sie hat ein steiles, verschiefertes, leicht angewalmtes Satteldach  mit Gauben, dessen mittelalterliches Dachwerk erhalten ist. Der hohe, mittige Dachreiter aus dem späten 19. Jahrhundert, der aus einem vierseitigen Schaft in einen Spitzhelm übergeht, wird von Turmknopf, Kreuz und Wetterhahn bekrönt. In den vier Dreiecksgiebeln sind die Zifferblätter der Uhr angebracht, darunter befinden sich an jeder Seite die Schalllöcher der Glockenstube.
Das Kirchenschiff wird an der Südseite durch spitzbogige Fenster in verschiedener Größe und aus unterschiedlichen Zeiten belichtet. Ihre Gewände aus Sandstein stammen aus dem 19. Jahrhundert. Die Portale im Süden und Westen sind rundbogig mit Lungsteinumrahmungen. Das Westportal wurde im Zuge des Anbaus von 1969 in ein Fenster umgewandelt. Dafür erhielt der Erweiterungsbau eine rechteckige Tür an der Westseite. Er schließt westlich an die alte Mauer an und reicht östlich bis dicht an das nördliche Chorfenster heran. Der Anbau hat ein Sheddach und an der Nordseite in der unteren Ebene vier rechteckige Fenster und in der oberen Ebene vier Rundfenster.

## Ausstattung

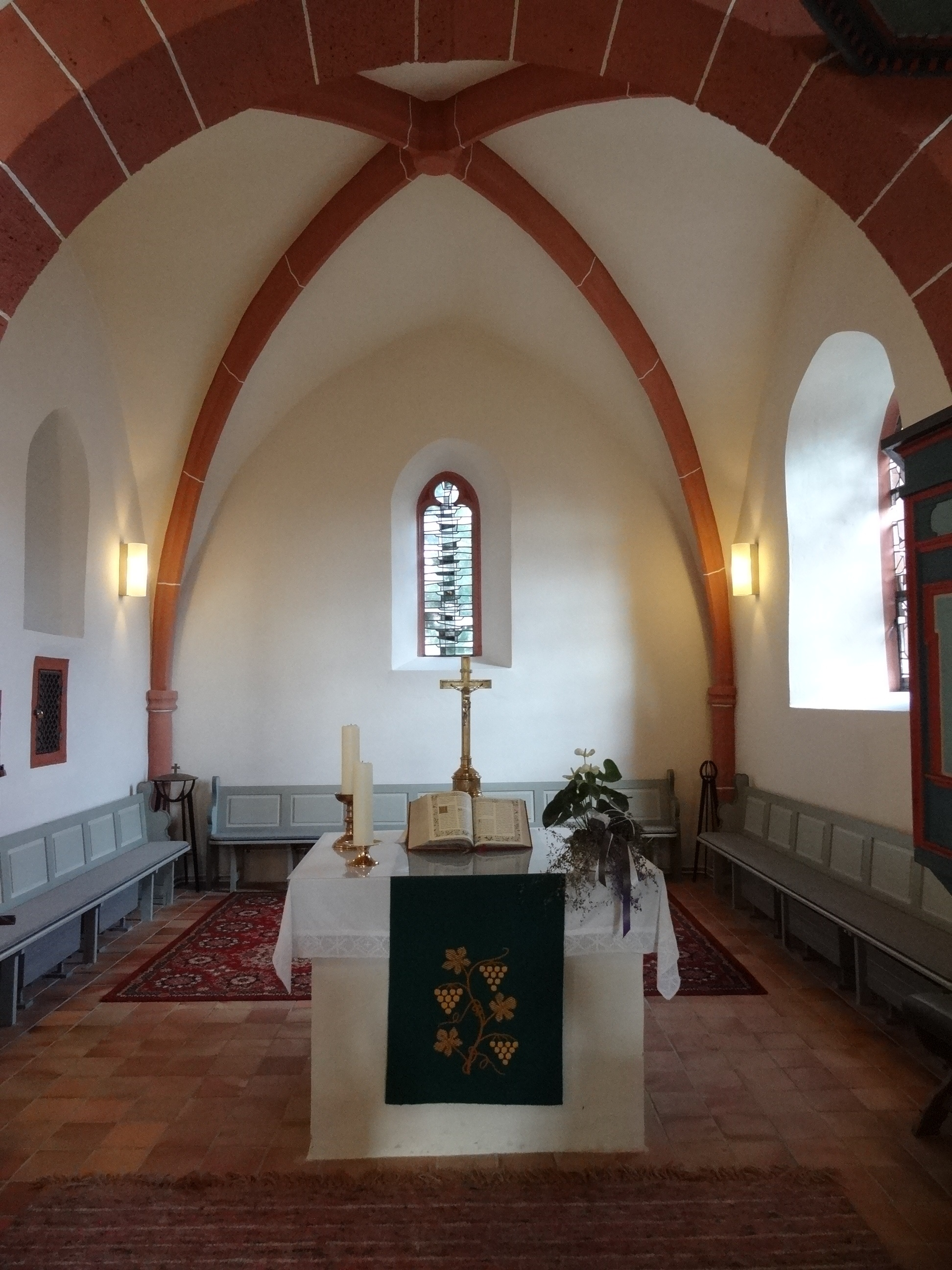
Chor

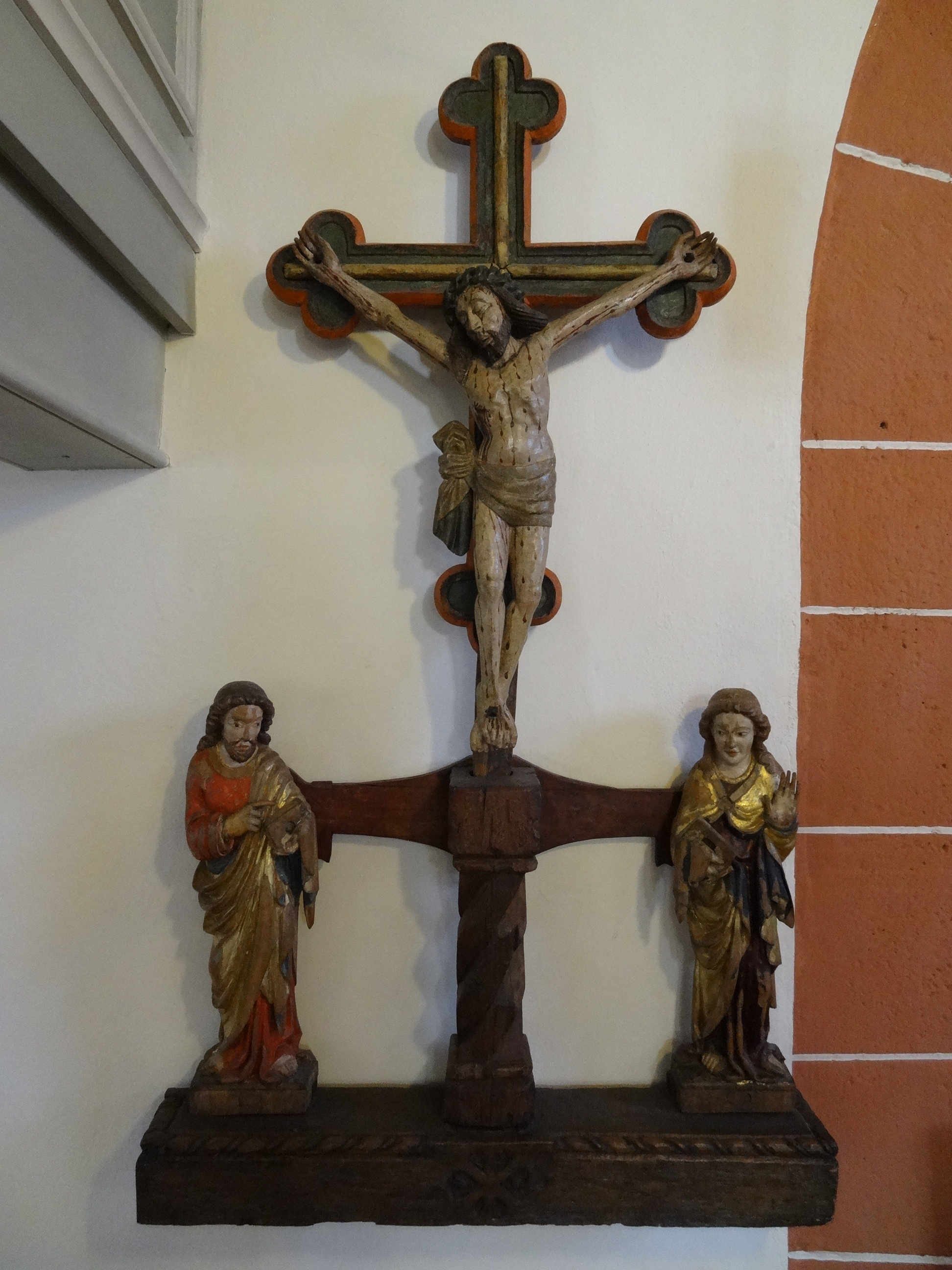
Gotische Kreuzigungsgruppe

Der Innenraum ist flachgedeckt. Ein Längsunterzug aus dem 16. Jahrhundert wird von achteckigen Mittelpfosten mit Sattelholz und Kopfbügen gestützt. Der westliche Mittelpfosten ist älter. Die Westempore stammt aus dem Ende des 17. Jahrhunderts, die Nordempore wurde im Zuge der Erweiterung des Schiffs eingebaut.
Im Chor stehen an den drei Wänden hölzerne Kirchenbänke. Die neuzeitliche Steinmensa wird von einer profilierten Platte bedeckt. In der nördlichen Chorwand befinden sich zwei Sakramentsnischen, die mit Eisengitter verschlossen sind. An der Südseite ist außen der Auslauf einer Piscina erhalten.
Zu den Vasa sacra gehört ein Messkelch in Silbervergoldung aus dem 13. Jahrhundert, der aus dem Kloster Schiffenberg stammen soll. Am Knauf sind Medaillons mit den vier Evangelistensymbolen angebracht. Der runde Fuß ist mit einem Kruzifix verziert. Die reich verzierte Taufschale, eine sogenannte Beckenschlägerschüssel aus Messing, zeigt die Verkündigung Mariens. Sie wurde Ende des 16. oder Anfang des 17. Jahrhunderts gefertigt. Dargestellt ist in einem durch eine Blumenvase symbolisierten Hortus conclusus Maria an einem Lesepult. Von links nähert sich der Erzengel Gabriel, der ein Lilienzepter in der Hand hält. Der Heilige Geist in Gestalt einer fliegenden Taube trägt einen Heiligenschein. Um die Szene ist auf einem Innenring eine Umschrift mit der fünfmaligen Buchstabensequenz V – E – H – U – F – A – V – A in gotischen Majuskeln angebracht. Das mariologische Motiv und die gotische Umschrift gehen auf ein Modell der Nürnberger Beckenschläger aus dem 15. und 16. Jahrhundert zurück, das weite Verbreitung erfuhr. Dasselbe Motiv mit Umschrift findet sich auch in der Evangelischen Kirche in Allendorf/Lahn und in der Evangelischen Kirche in Muschenheim. Die Buchstabenfolge VEHUFAVA wird gedeutet als „venia humanum fatum, venia altissima“ (die Gnade [die Vergebung] der Sünden ist der von Gott bestimmte Schicksalsweg der Menschheit, die Gnade des Allerhöchsten).
Die polygonale Kanzel in rot-blauer Fassung mit kleinem Schalldeckel datiert aus dem 17. Jahrhundert. Sie ruht am südlichen Triumphbogen auf einem viereckigen Holzpfosten und hat profilierte Felder im Kanzelkorb. Links vom Bogen ist eine spätgotische Kreuzigungsgruppe mit Jesus, Maria und Johannes angebracht. Die Figuren der Maria und des Johannes werden um 1380 bis 1390 datiert, das spätgotische Kreuz, das ursprünglich als Vortragekreuz gedient haben könnte, ins 15. Jahrhundert, als die Kreuzigungsgruppe zusammengestellt wurde. Der Gekreuzigte (Dreinageltypus) ist vermutlich etwas älter als das Kreuz.
Nach einem Entwurf von Erhardt Klonk wurden im Jahr 1972 die Bleiglasfenster mit abstrakten Motiven geschaffen. In der östlichen Außenwand sind Grabsteine des 18. Jahrhunderts eingelassen, darunter für Pfarrer Justus Friedrich Heß († 1735) und für Pfarrer Michael Müller († 1739). Davor hat der große romanische Taufstein seinen Platz gefunden (1,08 Meter im Durchmesser, 0,66 Meter hoch).

## Orgel

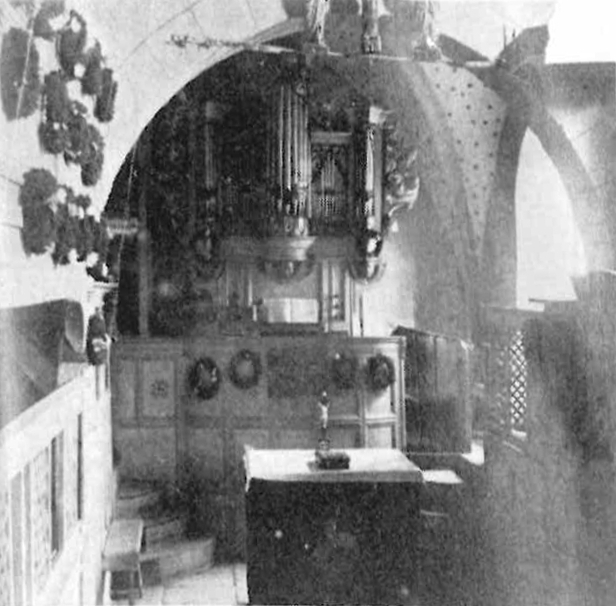
Orgel um 1890 hinter barockem Gehäuse

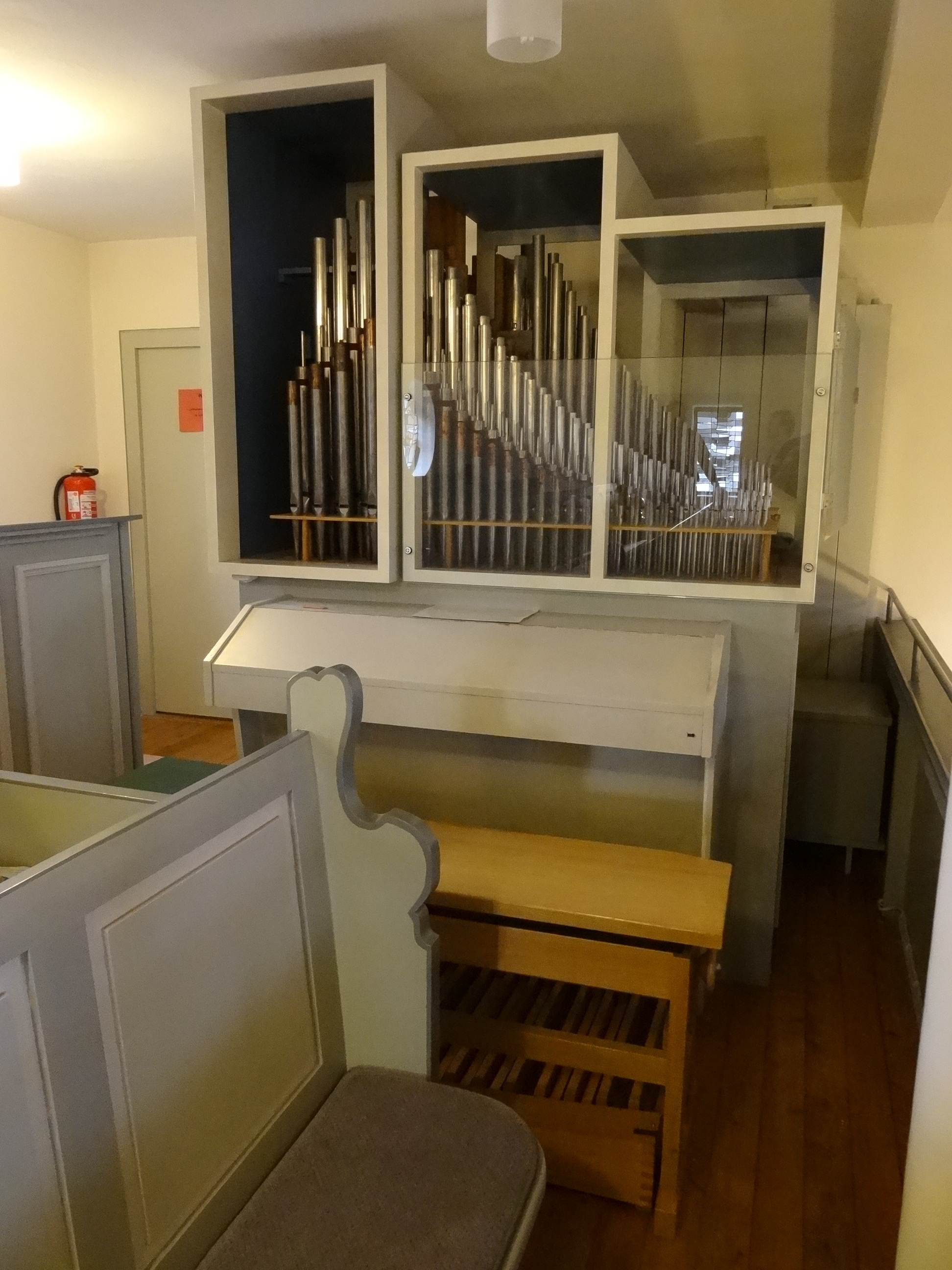
Orgel von 1974

Eine Orgel ist erstmals 1741 nachgewiesen, die der Rödger Lehrer Johann Kaspar Grimm hinter einem barocken Gehäuse baute. Der fünfachsige Prospekt hatte einen überhöhten Mittelturm und seitlich zwei Spitztürme. Erniedrigte Flachfelder verbanden die Türme. Die seitlichen Blindflügel, die Schleierbretter und die Bekrönung der Flachfelder auf dem Gehäuse waren mit Rankenwerk ausgefüllt. Nach einer letzten Reparatur durch Johann Georg Förster im Jahr 1896 schuf dieser 1898 ein neues Werk mit sieben Stimmen.
Im Jahr 1974 ersetzte Förster & Nicolaus Orgelbau die Orgel durch einen Neubau, der auf der Ostseite der Nordempore errichtet wurde. Einige ältere Register wurden umgearbeitet und integriert. Wie die Vorgängerorgel verfügt die Orgel über sieben Register, die sich auf einem Manual und Pedal verteilen. Der Prospekt wird durch drei vorne und hinten offene Kästen unterschiedlicher Höhe gegliedert. Die Holzpfeifen des Subbass sind hinterständig aufgestellt. Die Disposition lautet wie folgt:
| Manual C–f3 |    |
| Gedackt     | 8′ |
| Salicional  | 8′ |
| Principal   | 4′ |
| Rohrflöte   | 4′ |
| Schwiegel   | 2′ |
| Mixtur III  | 1′ |

| Pedal C–d1 |     |
| Subbass    | 16′ |

- Koppeln: I/P

## Glocken
Der Dachreiter beherbergt ein Dreiergeläut. Nach dem Zweiten Weltkrieg kam Glocke 2 als sogenannte „Leihglocke“ nach Hausen. Die Glocke 3 wurde 1920 von der Gemeinde Wohnbach erworben.
| Nr. | Gussjahr | Gießer, Gussort                 | Durchmesser (mm) | Schlagton (HT-1/16) | Inschrift | Bild |
| 1   | 1855     | Friedrich Otto und Sohn, Gießen | 900              |                     | „GEGOSSEN VON FRIEDRICH OTTO UND SOHN IN GIESSEN FÜR DIE GEMEINDE HAUSEN IM JAHRE 1855“                                                                                              |      |
| 2   | 1824     | Gebrüdern Schwenn, Schwerin     |                  |                     | |      |
| 3   | 1662     | Guido Monginot                  | 660              |                     | „Ich wird genant der Glockenklang ich beruf die Leuht durch meinen Gesang Ich bewege und treibe sie fort zu Gottes Haus und seinem Wort Guido Monginot me fecit dem 9. Augusti 1662“ |      |